# کوان هوا وون
کوان هوا وون (کره‌ای: 권화운؛ زادهٔ ۲۸ ژوئیه ۱۹۸۹) بازیگر و مدل اهل کره جنوبی است. او بیشتر به خاطر ایفای نقش در دروغ پس از دروغ، قلعه آسمان، دکتر جان و موش شناخته می‌شود. او همچنین در فیلم خط حد شمالی در نقش سرجوخه کیم سونگ هیون حضور پیدا کرده‌است.

## فیلم‌شناسی

### فیلم
| سال  | عنوان                | نقش                  | منابع |
| ---- | -------------------- | -------------------- | ----- |
| ۲۰۱۲ | فاصله و پاییز و بطری | جونگ-گاپ             | [ ۴ ] |
| ۲۰۱۵ | خط حد شمالی          | سرجوخه کیم سونگ-هیون | [ ۵ ] |
| ۲۰۱۹ | مهاجرت               | هان سونگ-دو          | [ ۶ ] |
| ۲۰۲۰ | روش بازیگری          | مدیر فروشگاه         | [ ۷ ] |

### تلویزیون
| سال       | عنوان               | نقش           | منابع  |
| --------- | ------------------- | ------------- | ------ |
| ۲۰۱۳      | پرنسس ارورا         | هو جون        | [ ۸ ]  |
| ۲۰۱۴      | تولد یک زیبا        | لیدر تیم چوی  | [ ۹ ]  |
| ۲۰۱۵      | دانشمند شبگرد       | هیون گیو      | [ ۱۰ ] |
| ۲۰۱۵      | شش اژدهای پرنده     | هوانگ هی      | [ ۱۱ ] |
| ۲۰۱۶      | رازهای زن           | کانگ جی چان   | [ ۱۲ ] |
| ۲۰۱۷      | اوه مرموز           | هیون جین گیوم | [ ۱۳ ] |
| ۲۰۱۸      | کلید                | جو سونگ دو    | [ ۱۴ ] |
| ۲۰۱۸–۲۰۱۹ | قلعه آسمان          | لی چونگ سون   | [ ۱۵ ] |
| ۲۰۱۹      | دکتر جان            | هو جون        | [ ۱۶ ] |
| ۲۰۲۰      | دروغ پشت دروغ       | کیم یون جون   | [ ۱۷ ] |
| ۲۰۲۰      | کارآگاه زامبی       | چا دو هیون    | [ ۱۸ ] |
| ۲۰۲۱      | موش                 | سونگ یو هان   | [ ۱۹ ] |
| ۲۰۲۱      | طلوع ماه در رودخانه | شاه یونگ‌یانگ  | [ ۲۰ ] |
| ۲۰۲۱      | چک کردن برنامه سفر  | پارک دو کیون  | [ ۲۱ ] |